# 盛况
盛况，浙江大学电气工程学院教授，主要从事电力电子器件及应用方面的研究工作。担任863计划首席专家，入选中华人民共和国教育部2008年度"长江学者"特聘教授、首批万人计划。曾在剑桥大学工程学系从事博士后研究。